# Enaretta caudata
Enaretta caudata là một loài bọ cánh cứng trong họ Cerambycidae.